# Brendan Howlin

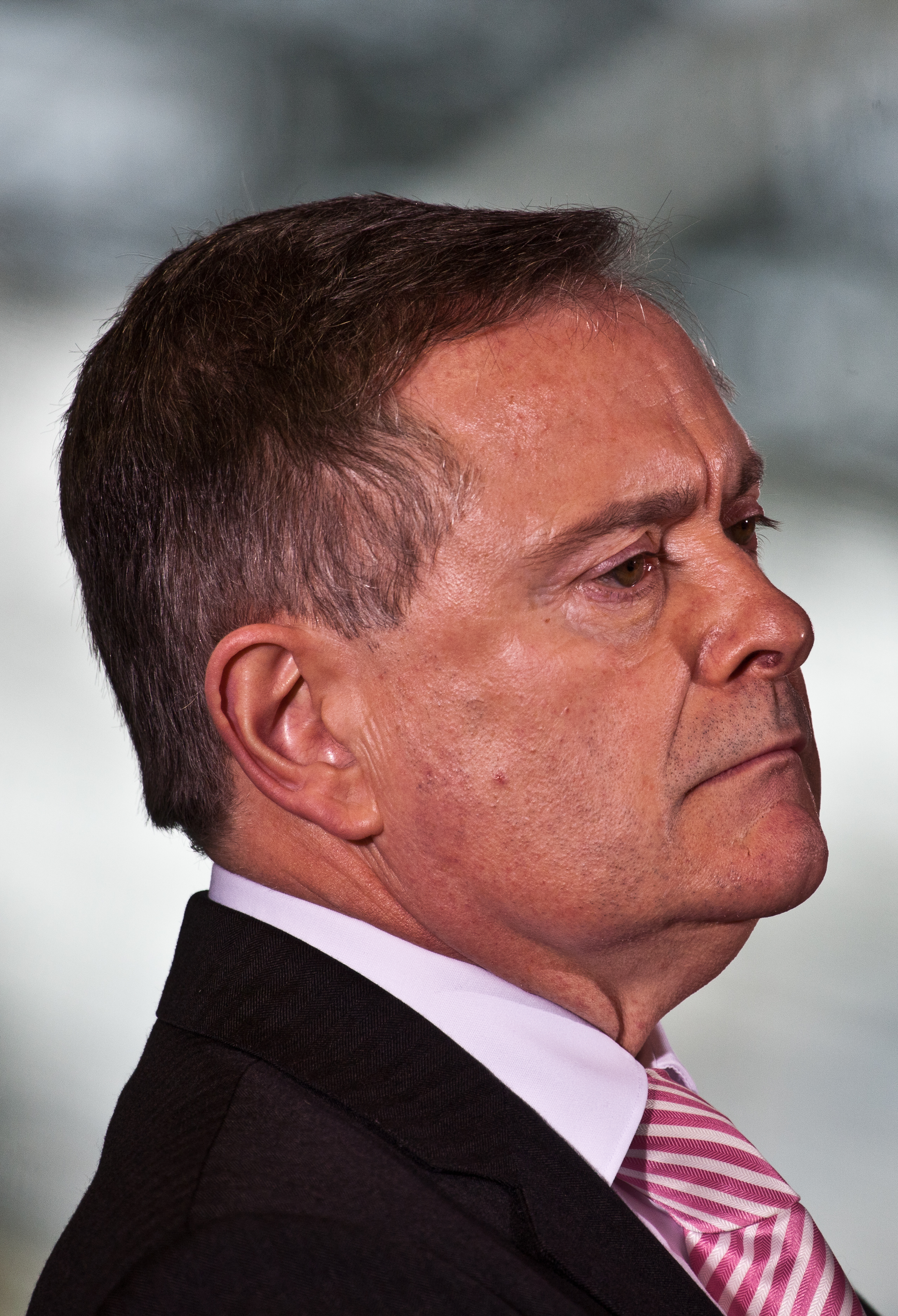
Brendan Howlin (2011)

Brendan Howlin (irisch Breandán Ó Húilín, * 9. Mai 1956 in Wexford, County Wexford) ist ein irischer Politiker der Irish Labour Party und sitzt seit 1987 im Dáil Éireann, dem Unterhaus des irischen Parlaments. Seit Mai 2016 war er Vorsitzender der Irish Labour Party. Nach den deutlichen Verlusten der Labour Party bei den Parlamentswahlen 2020 erklärte Howlin seinen Rücktritt von Parteivorsitz.

## Leben
Nach seiner Schulzeit in Wexford und seiner Ausbildung bei den Christian Brothers in Wexford und am St Patrick’s College in Drumcondra, Dublin, war Howlin als Grundschullehrer tätig. 1981 begann Howlin seine politische Karriere als Mitglied im Stadtrat von Wexford. Im November 1982 scheiterte Howlin bei den Wahlen zum 24. Dáil Éireann, wurde dann aber von Taoiseach Garret FitzGerald in den 17. Seanad Éireann nominiert. Bei den Wahlen 1987 gelang ihm schließlich der Einzug in den Dáil Éireann. Howlin wurde 1987 zum Labour Party Chief Whip gewählt. Diese Parteiposition hatte Howlin bis 1993 inne, als er zum Gesundheitsminister ernannt wurde. Nach dem Bruch der Regierungskoalition mit der Fianna Fáil wurde Howlin im Dezember 1994 Umweltminister in der Regierungskoalition der Irish Labour Party mit der Fine Gael und der Democratic Left. Innerparteilich kandidierte Howlin erfolglos um den Parteivorsitz der Labour Party 1987 gegen Ruairi Quinn und 2002 nach dem Rücktritt Quinns gegen Pat Rabbitte. Von März 2011 bis Mai 2016 war er Minister für öffentliche Ausgaben und die Reform des öffentlichen Dienstes. Bei der Wahl zum Dáil im Februar 2016, bei der die Labour Party 30 von ihren 37 Sitzen verlor, gehörte er zu den sieben im Parlament verbliebenen Abgeordneten seiner Partei und wurde im Mai 2016 ohne offiziellen Gegenkandidaten zu ihrem neuen Vorsitzenden ernannt.